# Parque nacional de Monte Alén
Parque nacional de Monte Alén (en.: Monte Alén National Park) ist ein Nationalpark in Äquatorialguinea. Er ist mit einer Fläche von 2000 km² der größte Nationalpark des Landes. Er wurde bereits 1990 gegründet. Der Schutz des Goliathfroschs (Conraua goliath), des größten Froschs der Welt, ist ein wichtiger Zweck des Parks.

## Geographie
Der Park liegt hauptsächlich in der Region Centro Sur und erstreckt sich auch noch auf das Gebiet der Region Litoral. Er umfasst eine Fläche von 2000 km² und liegt in Höhenlagen zwischen 300 und 1250 m Höhe. Die höchsten Gipfel des Landes, Monte Alen und Monte Mitra liegen im Parkgebiet. Sie sind auch Quellgebiet für viele der bedeutendsten Flüsse des Gebiets. Der Uoro River verläuft westlich des Parks. Der östliche Teil grenzt an die Straße Niefang-Gabon.
An manchen Stellen stehen Felsen an. Lake Atoc ist ein See, dessen Umgebung noch komplett bewaldet ist.

## Geschichte
Der Nationalpark wurde 2000 durch ein Presidential Decree zusammen mit 13 anderen Gebieten unter Schutz gestellt.
Es gibt gut ausgebaute Wanderwege und der Holzeinschlag im Parkgebiet ist komplett untersagt.

## Klima
Das Gebiet zeichnet sich durch ein feuchtes Äquatorialklima aus mit einer Klassifikation Am nach dem Köppen-Geiger-System. Die Temperaturen liegen durchschnittlich bei 25 °C im Tiefland und bei 20–23 °C in den Hochlandgebieten. Der jährliche Niederschlag liegt bei 3000–3500 mm.

## Fauna

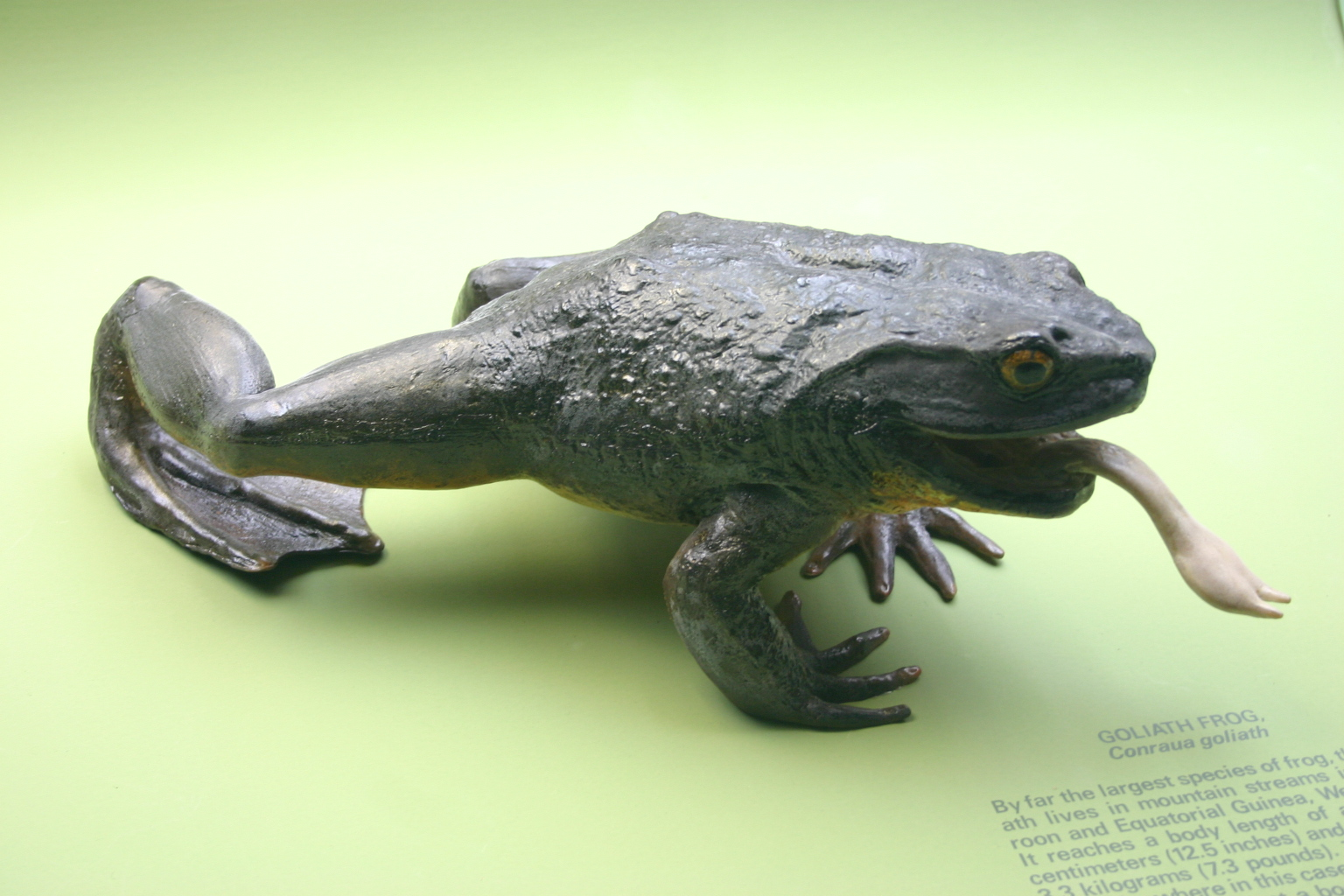
Ein Modell des Goliathfrosches (Conraua goliath) im American Museum of Natural History.

Im Parkgebiet wurden 265 Vogelarten gezählt. Darunter sind die Gebirgsarten Coracina caesia, Dryoscopus angolensis und Phylloscopus herberti; Phylloscopus budongoensis ist der einzige Uganda woodland warbler (Waldlandsänger); Daneben leben dort Picathartes oreas; Melignomon zenkeri; Muscicapa tessmanni, Batis minima und Apus sladeniae.
105 Säugetierarten, darunter 16 Primaten leben in dem Gebiet. Darunter: Schwarzer Stummelaffe (Colobus satanas), Halsbandmangabe (Cercocebus torquatus), Mandrills (Mandrillus sphinx), Gorillas (Gorilla gorilla) und Schimpansen (Pan troglodytes). Daneben Elephanten (Loxodonta africana und Loxodonta cyclotis), sowie die Spitzmausart Crocidura grassei. Es gibt 65 Reptilienarten, unter anderem Krokodile. Zu den Amphibien zählen Petropedetes palmipes und Leptodactylodon stevarti, die auf der Roten Liste gefährdeter Arten stehen. Goliathfrösche (Conraura goliath) leben in den südlichen Teilen des Parks.

## Schutz

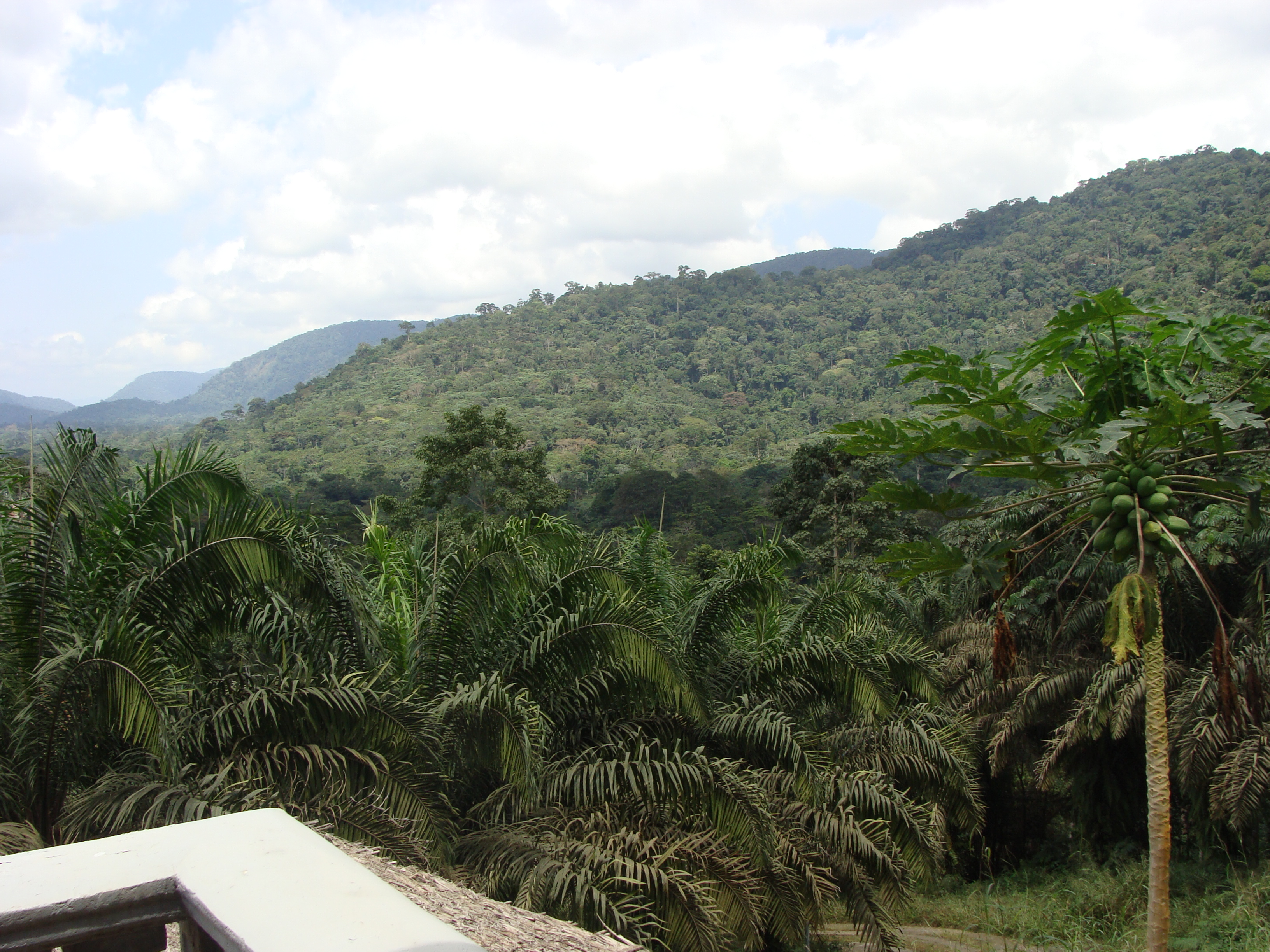
Monte Alén

Noch 1989 wurden Teile des Parks als Holzkonzessionen ausgeschrieben und Holzwirtschaft wurde aktiv gefördert. Eine Studie unter Leitung der United States Agency for International Development (USAID) führte zu dem Ergebnis, dass Wilderei ein substantielles Problem darstellt. 2005 konnte Caldecott berichten, dass Landwirtschaft, Jagd und Holzeinschlag mittlerweile offiziell verboten sind.